# زوج حجم
في نظرية الحجم، زوج الحجم هو زوج {\displaystyle (M,\varphi )}، حيث {\displaystyle M\ } هو فضاء طوبولوجي و{\displaystyle \varphi :M\to \mathbb {R} ^{k}} دالة مستمرة. وتسمى الدالة {\displaystyle \varphi } دالة قياس. ويفترض أيضًا أن يكون الفضاء الطوبولوجي {\displaystyle M\ } في العادة متصلاً محليًا وفضاء هاوسدورف.